# 10124 Hemse
10124 Hemse là một tiểu hành tinh vành đai chính với chu kỳ quỹ đạo là 1244.7717856 ngày (3.41 năm).
Nó được phát hiện ngày 21 tháng 3 năm 1993.